# Anthony Quinn
Antonio Rodolfo Quinn Oaxaca (21 tháng 4 năm 1915 – 03 tháng 6 năm 2001), thường gọi Anthony Quinn, là một diễn viên người Mỹ gốc Mexico. 

## Danh mục phim
| Năm       | Tên phim                                                               | Vai diễn                             | Ghi chú                          |
| --------- | ---------------------------------------------------------------------- | ------------------------------------ | -------------------------------- |
| 1936      | Night Waitress                                                         | Gangster                             | Không giới thiệu                 |
| 1936      | The Milky Way                                                          | Todd Fight Spectator                 | Không giới thiệu                 |
| 1936      | Parole!                                                                | Zingo Browning                       |                                  |
| 1936      | Sworn Enemy                                                            | Gangster                             | Không giới thiệu                 |
| 1936      | The Plainsman                                                          | Cheyenne Indian                      |                                  |
| 1937      | Swing High, Swing Low                                                  | The Don                              |                                  |
| 1937      | Waikiki Wedding                                                        | Kimo                                 |                                  |
| 1937      | Under Strange Flags                                                    | Rebel Soldier                        | Không giới thiệu                 |
| 1937      | The Last Train from Madrid                                             | Capt. Ricardo Álvarez                |                                  |
| 1937      | Partners in Crime                                                      | Nicholas Mazaney                     |                                  |
| 1937      | Daughter of Shanghai                                                   | Harry Morgan                         |                                  |
| 1938      | The Buccaneer                                                          | Beluche                              |                                  |
| 1938      | Dangerous to Know                                                      | Nicholas 'Nicki' Kusnoff             |                                  |
| 1938      | Tip-Off Girls                                                          | Marty                                |                                  |
| 1938      | Hunted Men                                                             | Legs                                 |                                  |
| 1938      | Bulldog Drummond in Africa                                             | Fordine (henchman)                   |                                  |
| 1938      | King of Alcatraz                                                       | Lou Gedney                           |                                  |
| 1939      | King of Chinatown                                                      | Mike Gordon                          |                                  |
| 1939      | Union Pacific                                                          | Jack Cordray (Campeau henchman)      |                                  |
| 1939      | Island of Lost Men                                                     | Chang Tai                            |                                  |
| 1939      | Television Spy                                                         | Forbes                               |                                  |
| 1940      | Emergency Squad                                                        | Nick Buller                          |                                  |
| 1940      | Parole Fixer                                                           | Francis 'Big Boy' Bradmore           |                                  |
| 1940      | Road to Singapore                                                      | Caesar                               |                                  |
| 1940      | The Ghost Breakers                                                     | Ramon Mederos/Francisco Mederos      |                                  |
| 1940      | City for Conquest                                                      | Murray Burns                         |                                  |
| 1940      | The Texas Rangers Ride Again                                           | Joe Yuma                             |                                  |
| 1941      | Knockout                                                               | Mr. Harry Trego                      |                                  |
| 1941      | Thieves Fall Out                                                       | Chic Collins                         |                                  |
| 1941      | Blood and Sand                                                         | Manolo de Palma                      |                                  |
| 1941      | Bullets for O'Hara                                                     | Tony Van Dyne/Tony Millard           |                                  |
| 1941      | They Died with Their Boots On                                          | Crazy Horse                          |                                  |
| 1941      | The Perfect Snob                                                       | Alexander Moreno                     |                                  |
| 1942      | Larceny, Inc.                                                          | Leo Dexter                           |                                  |
| 1942      | Road to Morocco                                                        | Mullay Kasim                         |                                  |
| 1942      | The Black Swan                                                         | Wogan                                |                                  |
| 1943      | The Ox-Bow Incident                                                    | Juan Martinez                        |                                  |
| 1943      | Guadalcanal Diary                                                      | Jesus ('Soose') Alvarez              |                                  |
| 1944      | Buffalo Bill                                                           | Chief Yellow Hand                    |                                  |
| 1944      | Ladies of Washington                                                   | Michael Romanescue                   |                                  |
| 1944      | Roger Touhy, Gangster                                                  | Roger Carroll                        |                                  |
| 1944      | Irish Eyes Are Smiling                                                 | Al Jackson                           |                                  |
| 1945      | China Sky                                                              | Chen-Ta                              |                                  |
| 1945      | Where Do We God from Here?                                             | Chief Badger                         |                                  |
| 1945      | Back to Bataan                                                         | Capt. Andrés Bonifácio               |                                  |
| 1946      | California                                                             | Don Luís Rivera y Hernandez          |                                  |
| 1947      | Sinbad the Sailor                                                      | Emir                                 |                                  |
| 1947      | The Imperfect Lady                                                     | Jose Martinez                        |                                  |
| 1947      | Tycoon                                                                 | Ricky                                |                                  |
| 1949      | The Philco-Goodyear Television Playhouse                               |                                      | Chương trình truyền hình         |
| 1951      | The Brave Bulls                                                        | Raul Fuentes                         |                                  |
| 1951      | Mask of the Avenger                                                    | Viovanni Larocca                     |                                  |
| 1951      | Pulitzer Prize Playhouse                                               |                                      | Chương trình truyền hình         |
| 1951      | Somerset Maugham TV Theatre                                            |                                      | Chương trình truyền hình         |
| 1951      | Lights Out                                                             |                                      | Chương trình truyền hình         |
| 1951      | The Ford Theatre Hour                                                  |                                      | Chương trình truyền hình         |
| 1951      | Danger                                                                 |                                      | Chương trình truyền hình         |
| 1951–1955 | Schlitz Playhouse                                                      |                                      | Chương trình truyền hình         |
| 1952      | Viva Zapata!                                                           | Eufemio Zapata                       |                                  |
| 1952      | The Brigand                                                            | Prince Ramón                         |                                  |
| 1952      | The World in His Arms                                                  | Portugee                             |                                  |
| 1952      | Against All Flags                                                      | Capt. Roc Brasiliano                 |                                  |
| 1953      | Funniest Show on Earth                                                 | Spettatore                           |                                  |
| 1953      | Cavelleria rusticana                                                   |                                      |                                  |
| 1953      | City Beneath the Sea                                                   | Tony Bartlett                        |                                  |
| 1953      | Seminole                                                               | Osceola                              |                                  |
| 1953      | Ride, Vaquero!                                                         | José Constantino Esqueda             |                                  |
| 1953      | East of Sumatra                                                        | Kiang                                |                                  |
| 1953      | Blowing Wild                                                           | Ward 'Paco' Conway                   |                                  |
| 1954      | Angels of Darkness                                                     | Francesco Caserto                    |                                  |
| 1954      | The Long Wait                                                          | Johnny McBride                       |                                  |
| 1954      | La Strada                                                              | Zampanò                              |                                  |
| 1954      | Attila                                                                 | Attila                               |                                  |
| 1955      | Ulysses                                                                | Antinoos                             |                                  |
| 1955      | The Magnificent Matador                                                | Luís Santos                          |                                  |
| 1955      | The Naked Street                                                       | Phil Regal                           |                                  |
| 1955      | Seven Cities of Gold                                                   | Capt. Gaspar de Portola              |                                  |
| 1956      | Lust for Life                                                          | Paul Gauguin                         |                                  |
| 1956      | Man from Del Rio                                                       | Dave Robles                          |                                  |
| 1956      | The Hunchback of Notre Dame                                            | Quasimodo                            |                                  |
| 1956      | The Wild Party                                                         | Tom Kupfen                           |                                  |
| 1956      | Van Gogh: Darkness Into Light                                          |                                      | Short film                       |
| 1957      | The River's Edge                                                       | Ben Cameron                          |                                  |
| 1957      | The Way Back                                                           | Bob Kallen                           |                                  |
| 1957      | Wild Is the Wind                                                       | Gino                                 |                                  |
| 1958      | Hot Spell                                                              | John Henry Duval                     |                                  |
| 1958      | The Black Orchid                                                       | Frank Valente                        |                                  |
| 1959      | Warlock                                                                | Tom Morgan                           |                                  |
| 1959      | Last Train from Gun Hill                                               | Craig Belden                         |                                  |
| 1960      | Heller in Pink Tights                                                  | Thomas 'Tom' Healy                   |                                  |
| 1960      | The Savage Innocents                                                   | Inuk                                 |                                  |
| 1960      | Portrait in Black                                                      | Dr. David Rivera                     |                                  |
| 1961      | The Guns of Navarone                                                   | Andrea                               |                                  |
| 1961      | Barabbas                                                               | Barabbas                             |                                  |
| 1962      | Requiem for a Heavyweight                                              | Louis 'Mountain' Rivera              |                                  |
| 1962      | Lawrence of Arabia                                                     | Auda Abu Tayi                        |                                  |
| 1964      | The Visit                                                              | Serge Miller                         |                                  |
| 1964      | Behold a Pale Horse                                                    | Viñolas                              |                                  |
| 1964      | Zorba the Greek                                                        | Alexis Zorba                         |                                  |
| 1965      | A High Wind in Jamaica                                                 | Chavez                               |                                  |
| 1965      | Marco the Magnificent                                                  | Kublai Khan, Mongol Emperor of China |                                  |
| 1966      | Lost Command                                                           | Lt. Col. Pierre Raspeguy             |                                  |
| 1967      | The Rover                                                              | Peyrol                               |                                  |
| 1967      | The Happening                                                          | Roc Delmonico                        |                                  |
| 1967      | The 25th Hour                                                          | Johann Moritz                        |                                  |
| 1967      | Guns for San Sebastian                                                 | Leon Alastray                        |                                  |
| 1968      | The Shoes of the Fisherman                                             | Kiril Lakota                         |                                  |
| 1968      | The Magus                                                              | Maurice Conchis                      |                                  |
| 1968      | San Sebastian 1746 in 1968                                             |                                      | Short film                       |
| 1969      | The Secret of Santa Vittoria                                           | Italo Bombolini                      |                                  |
| 1969      | A Dream of Kings                                                       | Matsoukas                            |                                  |
| 1970      | A Walk in the Spring Rain                                              | Will Cade                            |                                  |
| 1970      | R. P. M.                                                               | Prof. F.W.J. 'Paco' Perez            |                                  |
| 1970      | Flap                                                                   | Flapping Eagle                       |                                  |
| 1971–1972 | The Man and the City                                                   | Thomas Jefferson Alcala              | Chương trình truyền hình 15 tậps |
| 1972      | Deaf Smith & Johnny Ears                                               | Erastus 'Deaf' Smith                 |                                  |
| 1972      | Arruza                                                                 | Narrator                             | Chỉ giọng nói Tài liệu           |
| 1972      | Across 110th Street                                                    | Capt. Mattelli                       |                                  |
| 1972      | The Voice of La Raza                                                   | Narrator                             | Chỉ giọng nói Short film         |
| 1972      | The Assassination of Julius Caesar                                     |                                      | Short film                       |
| 1973      | The Don Is Dead                                                        | Don Angelo                           |                                  |
| 1974      | The Marseille Contract                                                 | Steve Ventura                        |                                  |
| 1976      | Target of an Assassin                                                  | Ernest Hobday                        |                                  |
| 1976      | The Con Artists                                                        |                                      |                                  |
| 1976      | The Inheritance                                                        | Gregorio Ferramonti                  |                                  |
| 1976      | Bluff                                                                  |                                      |                                  |
| 1976      | The Message                                                            | Hamza                                |                                  |
| 1977      | Jesus of Nazareth                                                      | Caiaphas                             | Bộ phim truyền hình ít tập       |
| 1978      | The Greek Tycoon                                                       | Theo Tomasis                         |                                  |
| 1978      | Caravans                                                               | Zulffiqar                            |                                  |
| 1978      | The Children of Sanchez                                                | Jesus Sanchez                        |                                  |
| 1979      | The Passage                                                            | The Basque                           |                                  |
| 1981      | The Salamander                                                         | Bruno Manzini                        |                                  |
| 1981      | Crosscurrent                                                           |                                      |                                  |
| 1981      | Lion of the Desert                                                     | Omar Mukhtar                         |                                  |
| 1981      | High Risk                                                              | Mariano                              |                                  |
| 1982      | Regina Roma                                                            | Papa                                 |                                  |
| 1982      | Valentina                                                              | Mosen Joaquín                        |                                  |
| 1987      | Treasure Island in Space                                               | Long John Silver                     | Bộ phim truyền hình ít tập       |
| 1988      | Onassis: The Richest Man in the World                                  | Socrates Onassis                     | Phim truyền hình                 |
| 1989      | Stradivari                                                             | Antonio Stradivari                   |                                  |
| 1989      | A Man of Passion                                                       | Mauricio                             |                                  |
| 1989      | The Cosby Show                                                         | Mr. Fuentes                          | Chương trình truyền hình         |
| 1990      | The Old Man and the Sea                                                | Santiago                             | Phim truyền hình                 |
| 1990      | Ghosts Can't Do It                                                     | Scott                                |                                  |
| 1990      | Revenge                                                                | Tibey                                |                                  |
| 1991      | A Star for Two                                                         |                                      |                                  |
| 1991      | Only the Lonely                                                        | Nick Acropolis                       |                                  |
| 1991      | Jungle Fever                                                           | Lou Carbone                          |                                  |
| 1991      | Mobsters                                                               | Don Giuseppe 'Joe the Boss' Masseria |                                  |
| 1993      | Last Action Hero                                                       | Tony Vivaldi                         |                                  |
| 1994      | This Can't Be Love                                                     | Michael Reyman                       | Phim truyền hình                 |
| 1994      | Somebody to Love                                                       | Emillio                              |                                  |
| 1994      | Hercules and the Amazon Women                                          | Zeus                                 | Phim truyền hình                 |
| 1994      | Hercules and the Lost Kingdom                                          | Zeus                                 | Phim truyền hình                 |
| 1994      | Hercules and the Circle of Fire                                        | Zeus                                 | Phim truyền hình                 |
| 1994      | Hercules in the Underworld                                             | Zeus                                 | Phim truyền hình                 |
| 1994      | Hercules in the Maze of the Minotaur                                   | Zeus                                 | Phim truyền hình                 |
| 1995      | A Walk in the Clouds                                                   | Don Pedro Aragon                     |                                  |
| 1995      | Il Mago                                                                | Ercole                               |                                  |
| 1995      | La noche de los castillos                                              | Rey Falop                            | Chương trình truyền hình 8 tậps  |
| 1996      | Gotti                                                                  | Neil Dellacroce                      | Phim truyền hình                 |
| 1996      | The Mayor                                                              | Antonio Baracano                     |                                  |
| 1996      | Seven Servants                                                         | Archie                               |                                  |
| 1999      | Tierra de cañones                                                      | Sr. de Sicart                        |                                  |
| 1999      | Cosby                                                                  | Prof. Christo                        | Chương trình truyền hình         |
| 1999      | Camino de Santiago                                                     | Félix Foulé                          | Bộ phim truyền hình ít tập       |
| 2000      | Oriundi                                                                | Giuseppe Padovani                    |                                  |
| 2001      | Avenging Angelo                                                        | Angelo Allieghieri                   |                                  |
| 2002      | From Russia to Hollywood: The 100-Year Odyssey of Chekhov and Shdanoff |                                      | Tài liệu                         |

## Giải thưởng
| Năm  | Tên phim         | Vai diễn       | Giải thưởng |
| ---- | ---------------- | -------------- | --- |
| 1952 | Viva Zapata!     | Eufemio Zapata | Academy Award for Best Supporting Actor |
| 1956 | Lust for Life    | Paul Gauguin   | Academy Award for Best Supporting Actor Đề cử — Golden Globe Award for Best Supporting Actor – Motion Picture                                                                                  |
| 1957 | Wild Is the Wind | Gino           | Đề cử — Academy Award for Best Actor |
| 1964 | Zorba the Greek  | Alexis Zorba   | National Board of Review Award for Best Actor Đề cử — Academy Award for Best Actor Đề cử — BAFTA Award for Best Foreign Actor Đề cử — Golden Globe Award for Best Actor – Motion Picture Drama |
| 1987 |                  |                | Golden Globe Cecil B. DeMille Award |